# 下蒂亚尔诺
下蒂亚尔诺（義大利語：Tiarno di Sotto）是意大利特伦蒂诺-上阿迪杰大区特伦托自治省的一个旧市镇。总面积9平方公里，人口757人，人口密度84.1人/平方公里（2009年）。ISTAT代码为022198。
2010年1月1日下蒂亚尔诺市镇与其他市镇一起合并为新的莱德罗市镇。